# Low Man's Lyric
«Low Man's Lyric» es la undécima canción del séptimo álbum de la banda de Thrash metal estadounidense Metallica, ReLoad. 
Esta canción muestra un tono de Blues, característico en este disco, semejante a Mama Said de Load, protosecuela de ReLoad. Con un inicio calmado, guiado por la voz de James junto a lo que, según lo que dice el álbum, es una pieza de violín que marcan la melodía instrumental de la pista.
La letra habla acerca de un vagabundo, o un penador que vive con las culpas de su antigua vida y trata de confesarse a través de lo que parece ser una carta, mostrando las razones de su "humildad" a la hora de decidir su vida. En el fragmento de inicio muestra que el hombre intenta suicidarse (...My fingers seek my veins... "Mis dedos buscan mis venas"), lo cual lo decide en el coro (cause low man is due. "porque el hombre humilde está vencido").

## Créditos
- James Hetfield: voz, guitarra rítmica
- Kirk Hammett: guitarra líder
- Jason Newsted: bajo eléctrico
- Lars Ulrich: batería, percusión

Músicos adicionales:
- Bernardo Bigalli – violín
- David Miles – zanfona

- Datos: Q2023925